# Apella csuklyásmajom
Az Apella csuklyásmajom (Sapajus apella) az emlősök (Mammalia) osztályának főemlősök (Primates) rendjébe, ezen belül a csuklyásmajomfélék (Cebidae) családjába és a csuklyásmajomformák (Cebinae) alcsaládjába tartozó faj.
A Sapajus emlősnem típusfaja.

## Rendszertani besorolása
2011-ben és 2012-ben, Jessica Lynch Alfaro és társai a Cebus nemből kivonták az úgynevezett C. apella csoportot és nemi szintre emelték, Sapajus név alatt. A Cebus nem kettéválasztásának oka a nemen belüli különböző testfelépítés volt; az új Sapajus nembe a robusztusabb testfelépítésű fajok kerültek, míg a Cebus nemben megmaradtak a karcsút testfelépítésűek, azaz a C. capucinus csoportbeliek. Ebből kiindulva, manapság az Apella csuklyásmajom és az összes közeli rokona, az újonnan létrehozott, Sapajus nembe tartozik.

## Előfordulása
Ez az állatfaj az Amazonas északi részén, azaz a Guyanák, Venezuela és Brazília között fordul elő. Elterjedésének nyugati határát a Rio Negro, míg északi határát az Orinoco képezik. Ez a majom még megtalálható Kolumbia keleti részén, Ecuadorban, Bolíviában és Peruban. A Trinidad sziget északnyugati félszigetére sikeresen betelepítették. Az előfordulási területe sok helyen megegyezik, más csuklyásmajmok területével, köztük a fehérhomlokú csuklyásmajoméval (Cebus albifrons) is.

## Alfajai
Ennek a majomfajnak 5 elfogadott alfaja:
- Sapajus apella apella (Linnaeus, 1758)
- Sapajus apella fatuellus (Linnaeus, 1766)
- Sapajus apella margaritae Hollister, 1914
- Sapajus apella peruanus Thomas, 1901
- Sapajus apella tocantinus Lönnberg, 1939

A Sapajus macrocephalus nevű állatot, egyes rendszerezők Sapajus apella macrocephalus név alatt az Apella csuklyásmajom alfajának vélik.

## Megjelenése
Robusztusabb testfelépítésű, mint más csuklyásmajmok. A szőrzete durvább tapintású és a hosszú farka vastagabb. A homloka tájékán csomóban álló, hosszabb és keményebb szőrszálú bundarész van, melyet ingerültségének megfelelően feljebb vagy lejjebb ereszthet. A testét borító bundaszíne barnásszürke, a hasi része világosabb. A homlok fölötti szőrzete, valamint keze- és lábfejei feketék. Az erős farka, fogófarokként egy ötödik végtagként működik.
Fej-testhossza 32-57 centiméter, farokhossza 38-56 centiméter és testtömege 1,9-4,8 kilogramm. A hímek általában nagyobbak és nehezebbek, mint a nőstények.

## Életmódja
Habár számos élőhelyen képes megélni, a legfőbb elterjedési területei a trópusi esőerdők. 2700 méteres tengerszint fölötti magasságban is észrevették. A nyílt térségeket sem kerüli el. Az állat főleg fák lombkoronái között tartózkodik, de a talajra is lejön táplálkozási célokból. Nappal tevékeny. 2-20, általában 8-15 fős csoportokban él; a csoporton belül jól kifejlett ranglétra van, ahol a domináns hím áll legfeljebb. Utána a magas rangú nőstények következnek. Amikor veszély van ez a hím mindig a magas rangú nőstények mögé rejtőzik. Habár a nőstények emiatt nagyobb veszélyben vannak, nekik megéri, mert ha a hím szert jó táplálékra e nőstények kapnak hamarább belőle. Egy csoporton belül, más fiatalabb hímek is lehetnek.
Táplálékai között főleg a csonthéjas termések és egyéb gyümölcsök játszanak szerepet, de ezek mellett rovarokat, azok lárváit, tojásokat, madárfiókákat, békákat, gyíkokat és akár denevéreket is fogyaszt. A csonthéjas termések felbontásához, különböző köveket használ fel, egyeseket üllőként, míg másokat kalapácsként. Ha a termés nincs eléggé megérve, akkor akár egy hétig is szárítja a Napon.
Legfőbb ellenségei a ragadozó madarak és a macskafélék; az utóbbiakat kövek dobálásával riaszthat el.
Hogy társat vonzzon és csökkentse a stresszet rávizel a kezeire..

## Szaporodása
Az Apella csuklyásmajomnál a vemhesség 180 napig tart, ennek végén általában 1, ritkán 2 kölyök jön világra. Születésekor a kis majom 200-250 grammos és anyja a hátán hordozza. Az elválasztás 9 hónap után következik be. Az ivarérettséget, csak 7 évesen éri el, ami igen hosszú idő egy ekkora méretű emlősállat számára.

## Állatkertekben
Magyarországon a Nyíregyházi Állatparkban, a Veszprémi Állatkertben, a Nagyerdei Kultúrparkban, a Kecskeméti Vadaskertben, a Győri Állatkertben, a Pécsi Állatkertben tartanak Apella csuklyásmajmokat.

## Képek

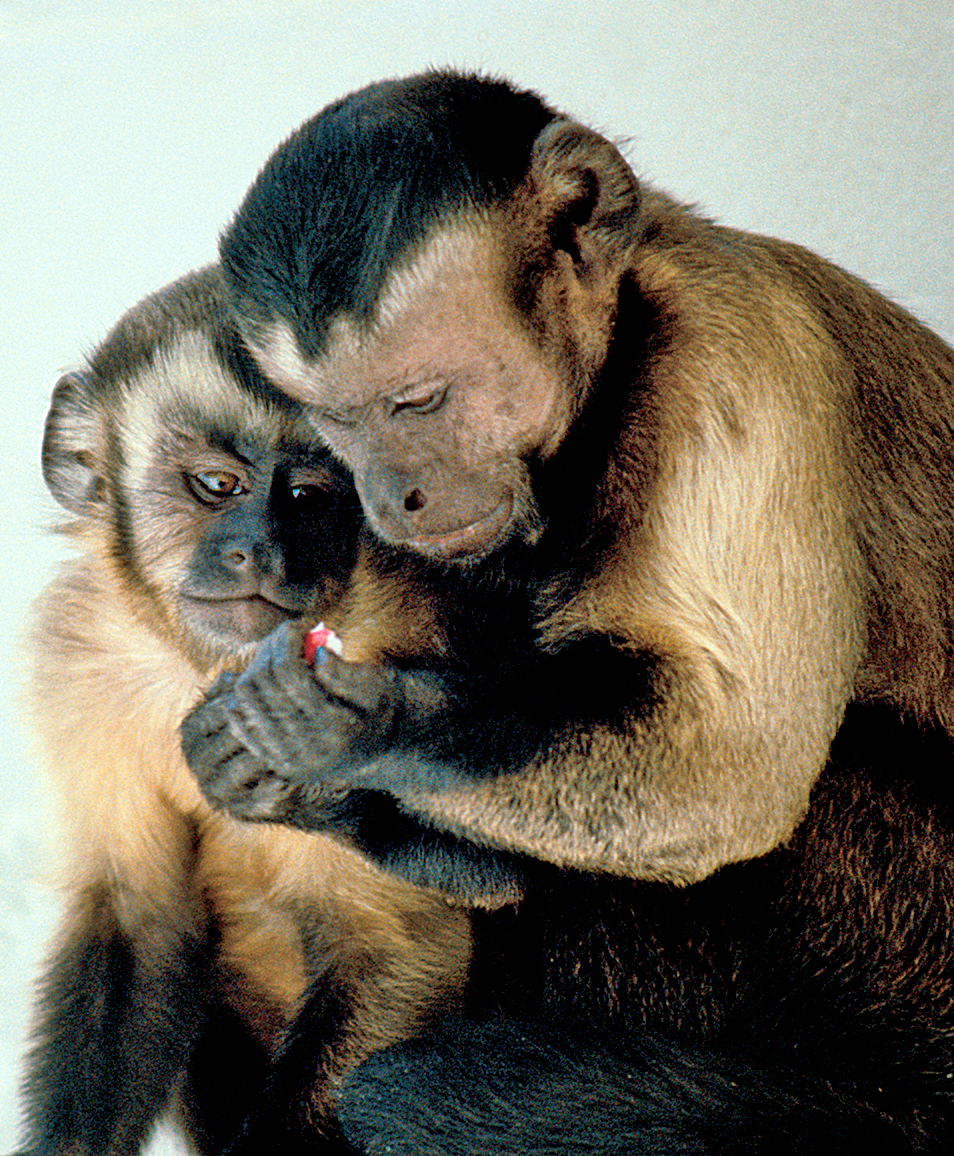
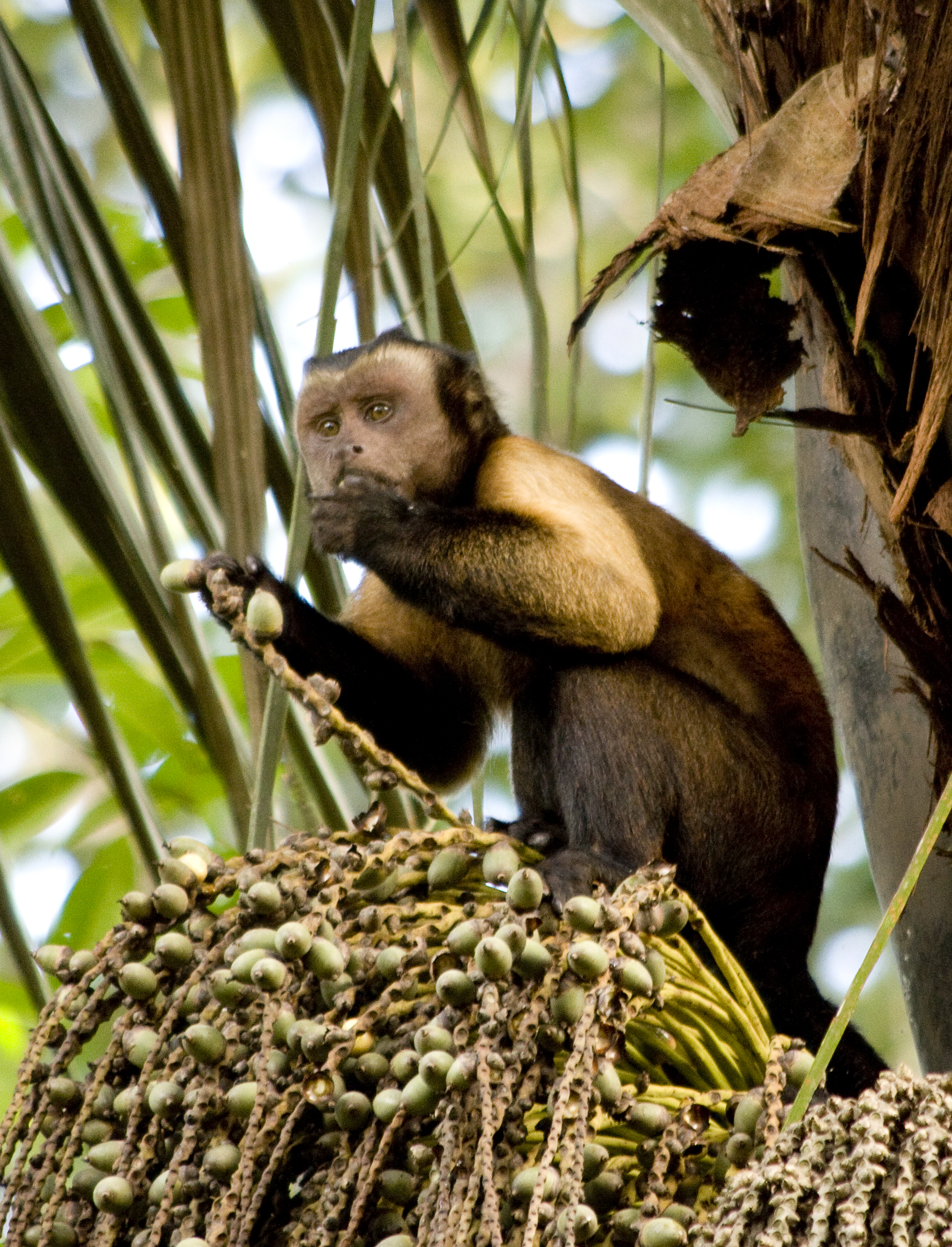
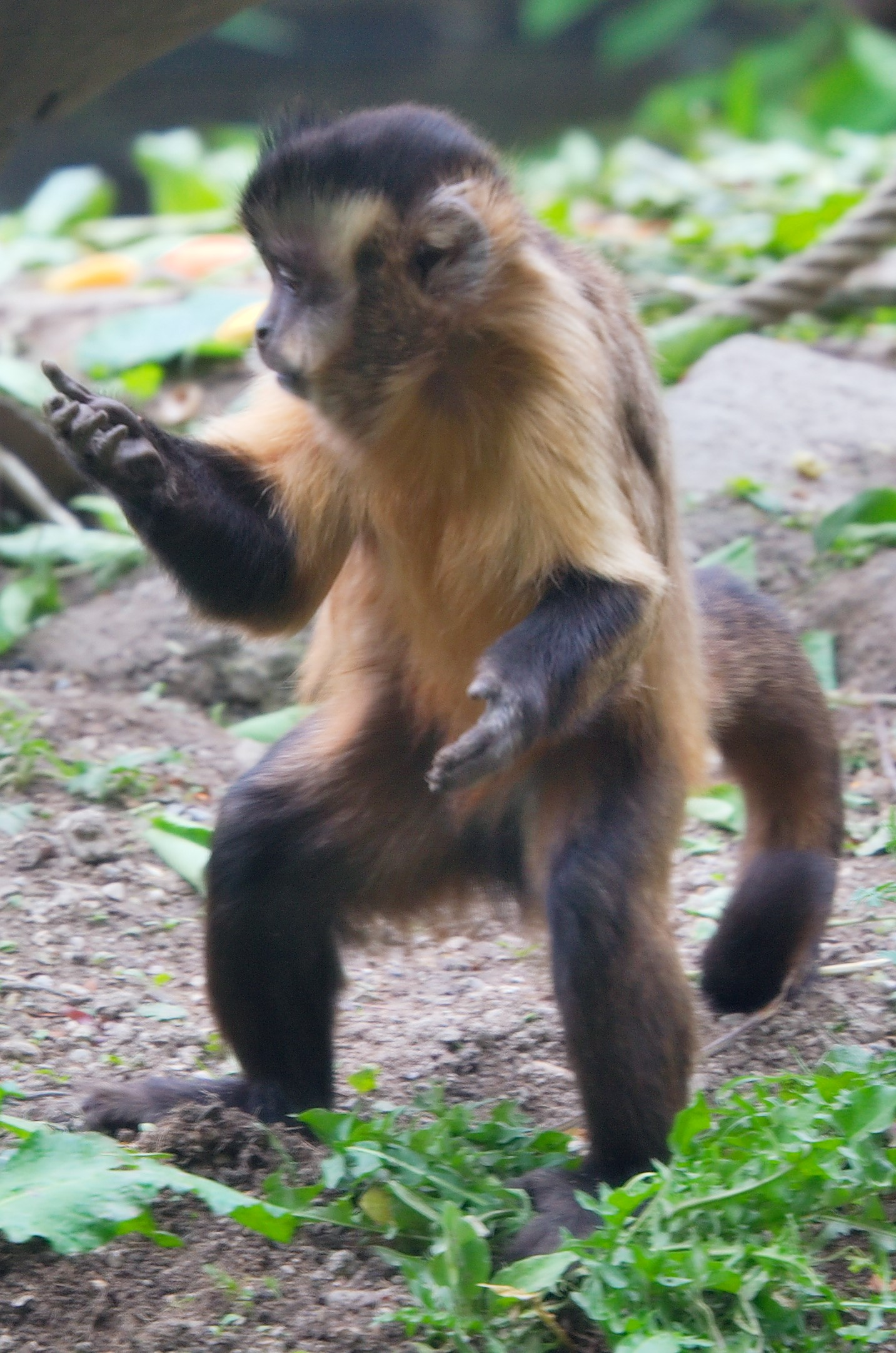

### Fordítás
- Ez a szócikk részben vagy egészben  a   Tufted capuchin című angol Wikipédia-szócikk ezen változatának fordításán alapul.  Az eredeti cikk szerkesztőit annak laptörténete sorolja fel. Ez a jelzés csupán a megfogalmazás eredetét és a szerzői jogokat jelzi, nem szolgál a cikkben szereplő információk forrásmegjelöléseként.